# Johann Michael Vogl
Johann Michael Vogl (Steyr, 10 agosto 1768 – Vienna, 19 novembre 1840) è stato un baritono e compositore austriaco.

## Biografia
Nato a Ennsdorf, un quartiere della città di Steyr, in Alta Austria, studiò nel convento di Kremsmünster dove fu condiscepolo di Süßmayr e giunse a Vienna nel 1785. Studiò inizialmente giurisprudenza e fece parte come baritono della compagnia di canto fondata da Süßmayr. Dotato di grandi capacità canore e non comune conoscenza della poesia, conosceva l'inglese, padroneggiava anche la filosofia e gli autori classici, conoscendo alla perfezione il latino e il greco.
Il suo nome è oggi legato ai suoi rapporti professionali e alla profonda amicizia con il celebre musicista Franz Schubert, ma già prima del sodalizio era il cantante più in voga d'Austria. Schubert fu enormemente colpito dal talento di Vogl nel 1813, quando ascoltò un'esecuzione dell'Ifigenia in Tauride di Gluck, opera nella quale Vogl ricopriva il ruolo di Oreste. Si dice che l'anno successivo, quando Vogl doveva rappresentare il personaggio di Pizarro alla prima del Fidelio di Beethoven, Schubert arrivò a vendere i propri libri scolastici, per potersi acquistare un biglietto d'ingresso.
Per tramite del cantante d'opera Joseph Sidoni Vogl strinse amicizia con Franz von Schober, intimo di Schubert. Von Schober credette di aver trovato l'interprete ideale dei Lieder schubertiani, con la sua voce a metà fra il tenore e il baritono. Vogl era piuttosto altezzoso e conscio della propria superiorità, e ci volle del tempo perché accettasse nel 1817, su richiesta di Schober, di esaminare alcuni Lieder di un compositore dalla produzione già vastissima, ma ancora sostanzialmente sconosciuto. Ascoltato un primo brano, Augenlied (Canto degli occhi), la prima valutazione, per quanto positiva, fu piuttosto fredda e non lasciava sperare in bene.
Tuttavia ebbe modo, poco dopo, di ascoltare Lied eines Schiffers an die Dioskuren (I Dioscuri), Lied che lo colpì profondamente; tornò dal compositore viennese e si dette a un'analisi approfondita della sua opera, rimanendone sempre più incantato. Da quel momento diventò il cantore ufficiale di Schubert e i due si esibirono spesso insieme. Franz scrisse molte sue composizioni per Vogl e Vogl stesso continuò a cantare la musica di Schubert anche dopo la morte dell'amico nel 1828 (talvolta in circoli privati, altre volte in pubblico; l'ultima esibizione pubblica dell'Erlkönig risale al 1834). Raramente nella storia della musica una simile amicizia si rivelò così produttiva dal punto di vista musicale.
Fu maestro di canto di Caroline Unger.